# Jaqueline Carvalho
Jaqueline Maria Pereira de Carvalho (* 31. Dezember 1983 in Recife) ist eine brasilianische Volleyballspielerin. Sie gewann 2008 und 2012 die olympische Goldmedaille.

## Karriere
Carvalho begann ihre Karriere 1997 im Nachwuchs des Sport Recife. Zwei Jahre später wechselte sie zum Osasco Voleibol Clube. Mit den brasilianischen Juniorinnen gewann sie 2001 die Weltmeisterschaft. 2003 und 2004 wurde sie mit Osasco brasilianischer Meister. Der gleiche Erfolg gelang ihr in der Saison 2004/05 mit ihrem neuen Verein Rio de Janeiro VC. 2005 debütierte die Außenangreiferin in der A-Nationalmannschaft, mit der sie im gleichen Jahr den Grand Prix und die Südamerikameisterschaft gewann. 2006 gelang den Brasilianerinnen die Titelverteidigung beim Grand Prix und bei der Weltmeisterschaft erreichten sie das Endspiel. Anschließend wechselte Carvalho in die italienische Liga zu Giannino Pieralisi Volley und wurde dort 2007 Vizemeister. Mit der Nationalmannschaft belegte sie bei den Panamerikanischen Spielen und im World Cup 2007 ebenfalls zweite Plätze. In der folgenden Saison spielte sie in Spanien bei CAV Murcia 2005 und wurde mit dem Verein Meister. Brasilien reiste als Grand-Prix-Sieger zu den Olympischen Spielen und gewann durch einen Sieg im Finale gegen die USA die Goldmedaille. Nach dem Turnier kehrte Carvalho nach Italien zurück und schaffte mit Robursport Pesaro 2009 das nationale Double aus Pokal und Meisterschaft. Seit der Saison 2009/10 spielt sie wieder beim Osasco Voleibol Clube, der 2010 die nationale Meisterschaft gewann. Die Nationalmannschaft unterlag im gleichen Jahr beim Grand Prix und der Weltmeisterschaft jeweils im Endspiel. 2011 wurde Brasilien wieder Zweiter im Grand Prix, siegte aber bei der Südamerikameisterschaft. 2012 wurde Carvalho mit Osasco erneut nationaler Meister und war mit der Nationalmannschaft bei den Panamerikanischen Spielen erfolgreich. In London verteidigte Brasilien – wieder im Finale gegen die USA – den Titel bei den Olympischen Spielen 2012.

## Privates
Carvalho heiratete am 22. Oktober 2009 den Nationalspieler Murilo Endres.